# Салтыков, Пётр Самойлович
Пётр Само́йлович Салтыко́в (1660—1719) — боярин из рода Салтыковых, смоленский воевода, смоленский, казанский, астраханский губернатор при Петре Великом.

## Биография
Племянник Ф. П. Салтыкова и двоюродный брат царицы Прасковьи Фёдоровны. Начал служить в 1680-х годах; в 1684 г. был в чине стольника, вместе с братом Иваном ему было пожаловано село во Черкутино Владимирском уезде в 386 дворов. В 1691 г. уже был боярином.
В 1697 г. назначен воеводой в Смоленск. Сохраняя звание ближнего боярина и должность смоленского воеводы, активно участвовал в 1704—1706 гг. в военно-хозяйственных операциях Петра І на восточном театре шведской войны; по личным распоряжениям государя собирал и снаряжал в поход смоленскую шляхту, заготовлял провиант, строил грузовые суда, устраивал засеки от Смоленска до Пскова и т. д.
18 декабря 1708 г. указом Петра I были учреждены 8 губерний, в том числе Смоленская с 17 уездами во главе с П. С. Салтыковым. Известно, что Пётр I называл П. С. Салтыкова губернатором ещё до принятия указа об учреждении губерний — например, в своём письме в Смоленск от 24 февраля 1706 года, где просил его содействовать устройству засечной полосы от Смоленска до Пскова. Указ о именовании губернатором бывшего смоленского воеводы боярина П. С. Салтыкова был издан 6 марта 1711 года.
20 января 1713 г. назначен губернатором в Казань и прибыл туда 10 августа того же года. Аккуратно платил сборы, определённые табелью, но не стремился увеличивать сумму губернских доходов в ущерб благосостоянию плательщиков. «Для унятия от побегов» ясачных инородцев отменил введённые П. М. Апраксиным источники «приборов». Только подчиняясь настояниям сената, «опасаясь, чтобы напрасный тяжкий штраф на него не был положен и разоренным бы не быть», приступал к строгому взысканию недоимок и при этом предупреждал правительство, что от чрезмерных сборов губерния может ещё более запустеть: «ежели от того ещё прибавится пустоты, чтоб то к нам было не причтено».
С 22 ноября 1717 г., с образованием Астраханской губернии, одновременно исполнял должность астраханского губернатора.
В начале 1719 г. подал в отставку по болезни; зная, как неохотно Пётр отпускал на покой нужных ему людей, прибегнул к посредничеству Екатерины. Получив отставку и прибыв в Москву, 21 апреля 1719 г. благодарил государыню: «за премногое и неизреченное вашего величества к нам, последним рабам вашим милосердие, что по милосердому вашему предстательству уволен от дел губернских, много, рабскии и с женою моею вашему величеству благодарствуем». В конце 1719 года, следуя примеру государя, отправился лечиться на Олонецкие минеральные воды и вскоре после этого умер. Первый князь Салтыков приходился ему правнуком.